# Fred Lammers
Frederik Johan (Fred) Lammers (Baarn, 26 oktober 1937) is een Nederlandse journalist en auteur. Hij schrijft al sinds de jaren zestig over het koningshuis en publiceerde er veel boeken over. Fred Lammers verschijnt regelmatig in de media als koningshuiskenner.

## Jeugd
Fred Lammers groeide op in een gereformeerd gezin. Zijn vader was bestuurslid van de Baarnse Oranjevereniging en ging ook naar de koninklijke ontvangsten op paleis Soestdijk. De koninklijke familie was voor Lammers niet zo opmerkelijk, in Baarn kwam men de Oranjes destijds geregeld tegen. Het droeg ertoe bij dat hij geen ‘hofvrees’ had in de omgang met de leden van het koninklijk huis. Voor hem zijn de Oranjes "gewone mensen in bijzondere omstandigheden".

## Koningshuiskenner
Na de militaire dienst werd hij leerling-journalist bij het dagblad Trouw. De eerste jaren schreef hij vraaggesprekken en deed verslag van vergaderingen. 
Na drie jaar kwam hij in vaste dienst en kreeg al gauw met het koninklijk huis te maken. In april 1959 werd koningin Juliana vijftig jaar, waarbij Lammers verslag deed van de militaire taptoe in de paleistuin van Soestdijk. Bijna heel zijn verdere journalistieke loopbaan bij het dagblad Trouw zou in het teken staan van Europese koningshuizen. Bij staatsbezoeken van de koningin maakte hij vaak deel uit van het groepje journalisten dat daarvan verslag deed. De band met prins Bernhard was persoonlijker dan de band met de overige leden van de koninklijke familie. De band met het koninklijke familie noemde Lammers interessant, maar hij is ook kritisch:  De monarchie is natuurlijk een raar iets, maar men vindt het sprookje prachtig.
In juli 1960 was hij als enige journalist bij de belijdenis van prinses Margriet in de Oude Kerk in Soest. Zijn volgende gesprek met prins Bernhard was de eerste van vele bezoeken aan de koninklijke familie. Gesprekken met mensen die zijn `boekfiguren` van nabij meemaken, dagboeknotities, brieven en ander authentiek materiaal vormen de voornaamste bronnen voor zijn werk.